# Săcele
Săcele (pronunciació en romanès: [səˈt͡ʃele]; en alemany: Siebendörfer; en hongarès: Négyfalu, entre 1950 i 2001 Szecseleváros) és una ciutat del comtat de Brașov, Romania, a la zona de Burzenland, al sud-est de Transsilvània.
El 2011 tenia 30.798 habitants. És adjacent a la ciutat de Brașov, el centre de la ciutat se situa a 15 quilòmetres del centre de Brașov.

## Història
La ciutat es compon des de 1950 d'antics pobles que ara formen els principals sectors: Baciu (Bácsfalu, Batschendorf), Turcheș (Türkös, Türkeschdorf), Cernatu (Csernátfalu, Zerndorf) i Satulung (Hosszúfalu, Langendorf).
Després de la segona meitat de segle 11 els pobles s'esmenten com "septem Villae valacheles" (set Vlach pobles).
La primera menció oficial és un acte emès el 16 de maig de 1366 pel rei hongarès Ludovic I d'Anjou en què ofereix la zona entre els rius Timiș i Olt a un amic de confiança: el comte Stanislav. Posteriorment va estar sota la direcció sajona de Kronstadt (Brașov).
Durant l'edat mitjana altres tres pobles pertanyien als quatre actuals, aquests tres eren: Tărlungeni, Zizin i Cărpiniș.
El nom romanès "Săcele" s'esmenta per primera vegada en una carta entre el Valaquia Príncep Vlad Călugărul (1482-1495) i el jutge de Braşov. L'etimologia romanesa de "Săcele" prové de "sătucele" que significa "pobles petits".
El nom alemany era "Siebendörfen" que significa "set pobles" i que és proper al nom hongarès "Hétfalu" o "Négyfalu". Vegeu també Set pobles.
Els habitants eren els Mocani, pastors locals. S'esmenten en alguns documents oficials i sembla que posseïen milers d'ovelles, essent els pobles dels més rics de la zona. Van portar les tradicions locals per moltes terres romaneses a causa del mètode de pastoratge de transhumància.
Entre els segles XIII i XIV, una important població hongaresa s'ha establert a la regió i ha marcat el desenvolupament de la zona.
Després de la caiguda del comunisme a Romania el 1990, la ciutat ha diversificat la seva economia. A Săcele hi ha actualment diverses petites fàbriques de mobles, fàbriques de fusta i instal·lacions d'envasat de carn.

## Clima
Săcele té un clima continental càlid i estiu humit (Dfb a la classificació climàtica de Köppen).

## Edificis i monuments
La ciutat té 17 esglésies de les següents denominacions: ortodoxa, luterana, reformada, catòlica romana.
L'església ortodoxa de Baciu, l'església de Baciu, l'església de Turcheș, l'església de Cernatu i, a Satulung, les esglésies de la Dormició i dels Arcàngels són monuments històrics.
Hi ha una còpia del Llop Capitolí a Săcele.

## Esport
L'equip de futbol local és el FC Precizia Săcele, que actualment juga a la Lliga IV.

## Població
Segons el cens del 2011, la ciutat té una població de 30.798 habitants, dels quals el 75,1% són romanesos, el 23% hongaresos, l'1,2% gitanos i el 0,2% alemanys. Segons el cens del 2002, el 69% eren ortodoxos romanesos, el 15,2% luterans evangèlics, el 4,9% catòlics, el 3,4% cadascun reformat i el pentecostal, l'1,1% pertanyia a "una altra religió" i el 0,5% unitària.

## Agermanaments

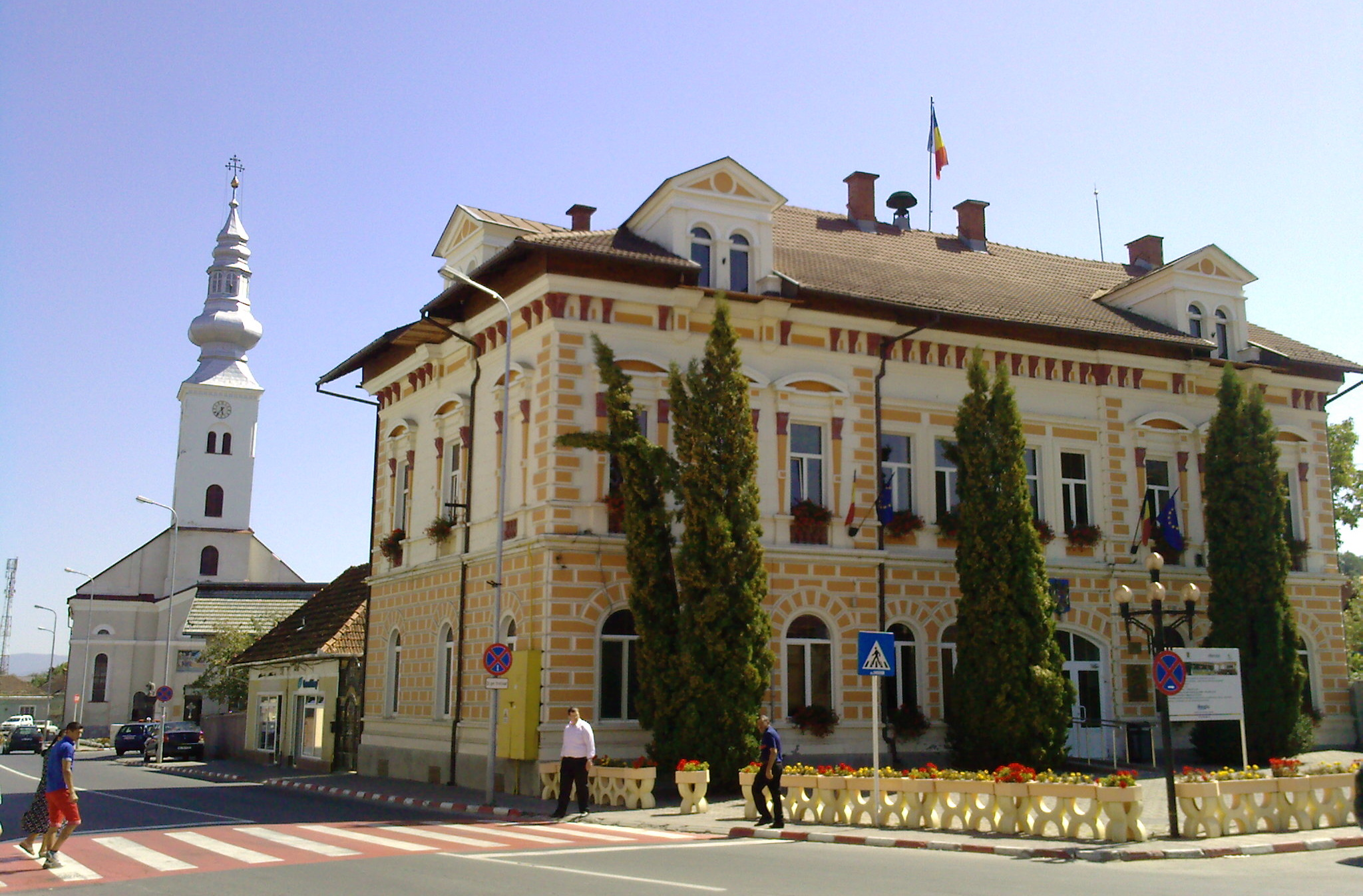
Ajuntament

Săcele està agermanada amb:
- Vire, França[5]
- Kisújszállás, Hongria

## Fills il·lustres
- Moise Crăciun
- George Giuglea
- Alexandru Lapedatu
- Ion Lapedatu
- Nicolae Nicoleanu
- Nicolae Popea
- Ioan Sosec